# Franca Manenti Valli
Franca Manenti Valli, nata Franca Valli (Reggio Emilia, 22 ottobre 1930), è un architetto, storica dell'architettura e saggista italiana.

## Biografia
Laureata in Architettura all'Università di Firenze, ha svolto a lungo attività professionale nello studio fondato nel 1968 insieme al marito, ing. Giovanni Manenti. Nel corso di tale attività, ha maturato esperienze significative nell'ambito del restauro e riuso di edifici storici, progressivamente affiancate da studi e ricerche sull'antico linguaggio architettonico, in genere non documentato da scritti ma attestato dalle opere stesse. Le ricerche, collegate inizialmente al restauro della torre di Rossenella e al sistema di castelli dell'Appennino Reggiano risalente a Matilde di Canossa, si sono poi estese ad ambiti anche molto diversi. Il suo metodo di studio degli edifici storici è fondato sul recupero delle misure secondo i sistemi metrici in uso nel tempo e nel luogo dell'edificio studiato, e sul collegamento con la simbologia di matrice teologica presente negli edifici religiosi del Medioevo e del Rinascimento. Soltanto nel rispetto del linguaggio originario così ritrovato è possibile, secondo Franca Valli, intervenire sull'antico senza stravolgerne il significato, oltre che comprenderne più a fondo i valori. In ambito locale sono stati oggetto di ricerca, fra molti altri edifici storici, il complesso monumentale benedettino dei Chiostri di San Pietro, la Basilica della Ghiara e il Palazzo da Mosto. Si legano al tema chiave, ossia al rapporto forma - misura - numero, l'analisi di due opere leonardesche: la tavola dell'Annunciazione conservata agli Uffizi e il disegno del cosiddetto uomo vitruviano, nonché un articolato studio sui rapporti esistenti fra gli edifici della Piazza dei Miracoli di Pisa. Quest'ultimo volume comprende un'ipotesi di restituzione del Battistero quale poteva essere nel progetto originario L'attenzione della studiosa si è poi dedicata a Raffaello, e in particolare alla Scuola di Atene.
Consigliere dal 1996 al 2002 dell’Istituto Beni Culturali dell’Emilia-Romagna e consigliere scientifico dell’Istituto Italiano dei Castelli, è membro emerito della Deputazione di Storia Patria per le Antiche Provincie Modenesi.
Ha ottenuto finanziamenti CNR come direttore di ricerca, svolto attività accademica presso la facoltà di Architettura di Firenze ed è ora docente presso l’Ateneo Pontificio a Roma. Le è stato conferito dall’Amministrazione Comunale di Reggio Emilia il premio “Le reggiane per esempio 2012”.

## Pubblicazioni
- Architettura reggiana del Rinascimento: Casa Ruini. Lo studio metrico di un edificio come termine di ricerca filologica e come strumento negli interventi di restauro conservativo, «Annali della Scuola Normale Superiore di Pisa, Classe di Lettere e Filosofia», Serie III, Vol. III, 2. Pisa 1973, pp. 515-580.

- Una architettura tra due secoli, in  «Il Palazzo da Mosto e la fondazione Manodori», Silvana Editoriale S.p.a., Cinisello Balsamo 1980, pp. 41-109.

- Lo scacchiere castellano matildico, «Rocche fortilizi castelli in Emilia Romagna, Marche», Consorzio fra le Banche Popolari Cooperative dell'Emilia Romagna, Milano 1988, pp. 25-46.

- The Source of the Problem: the "Mathematical" Nature of Historical Buildings and their Restitution. The Works of Lelio Orsi, «Structural Repair and Maintenance of Historical Buildings», C.A. Brebbia, 1989.

- Il Palazzo da Mosto in Reggio Emilia: un’architettura storica per un riuso attuale in «Il Santo Monte di Pietà e la Cassa di Risparmio di Reggio Emilia», A. Pizzi, Cinisello Balsamo 1994, pp. 299-331.

- Prima della Ghiara. Un percorso simbolico matematico per la restituzione della chiesa di Santa Maria dei Servi, «Strenna del Pio Istituto Artigianelli», Reggio Emilia 1999.

- Un percorso "metrico" per la restituzione del Tempio in «Templum Mirabile, Atti del convegno sul Tempio Malatestiano» (Rimini, 2001),a cura di Marco Musmeci, Fondazione Cassa di Risparmio di Rimini, Rimini 2003, pp. 31-71.

- Oltre misura. Il linguaggio della bellezza nel monastero benedettino di San Pietro a Reggio Emilia, Edizioni Franco Cosimo Panini, Modena 2008, 469 p. ISBN 9788857000084

- Rossenella vedetta nel sistema fortificato canossano, «Strenna del Pio Istituto Artigianelli», Reggio Emilia 2009, 79 p. Ricerca finalizzata all’intervento di recupero, Canossa 2007.

- Il palazzo dell'Imperatore. Cinque secoli di sapere costruttivo e arte figurativa nella dimora Manenti a Reggio Emilia, Silvana Editoriale S.p.a., Cinisello Balsamo 2010, 379 p., EAN 9788836617647

- Leonardo. Il sapere costruttivo nel disegno della figura umana, Silvana Editoriale S.p.a., Cinisello Balsamo 2011, 199 p.,EAN 88-366-2099-X

- Leonardo. Il comporre armonico nella tavola dell'Annunciazione, Silvana Editoriale S.p.a., Cinisello Balsamo 2012, 205 p., EAN 8836623832

- Una formula euclidea per il disegno della figura umana in «Leonardo da Vinci. L'uomo universale», Catalogo della mostra (Venezia, Gallerie dell’Accademia, 1 settembre - 1 dicembre 2013) a cura di: Annalisa Perissa Torrini, Giunti, Firenze 2013, pp. 22-29. EAN 9788809788244

- Pisa. Lo spazio e il sacro, con presentazione di Gianfranco Ravasi, Polistampa, Firenze 2016, 368 p., ISBN 978-88-596-1666-5

- L'architettura della Ghiara a Reggio Emilia. Il modello quadro, Consulta librieprogetti, Reggio Emilia 2019, 180 p., ISBN  	9788869880483

- Raffaello. Il segno e la regola nella Scuola di Atene, Polistampa, Firenze 2024, 200 p., ISBN 9788859624257